# Bojong (Sekampung Udik)
Bojong is een bestuurslaag in het regentschap Lampung Timur van de provincie Lampung, Indonesië. Bojong telt 3451 inwoners (volkstelling 2010).